# Maconomy
Maconomy är ett affärssystem som särskilt är avsett för projektorienterade verksamheter inom privat och offentlig sektor. Maconomy ägs av amerikanska företaget Deltek. Fram tills 2010 var Maconomy ett eget företag, baserat i Danmark. Maconomy A/S noterades på Köpenhamnsbörsen 2000 fram till Delteks övertagande. 
Det finns speciella branschanpassade versioner som passar arkitekter och ingenjörer, managementkonsulter, IT-konsulter, revisionsbyråer, forskning och advokatbyråer.